# Lighter Amphibious Resupply Cargo

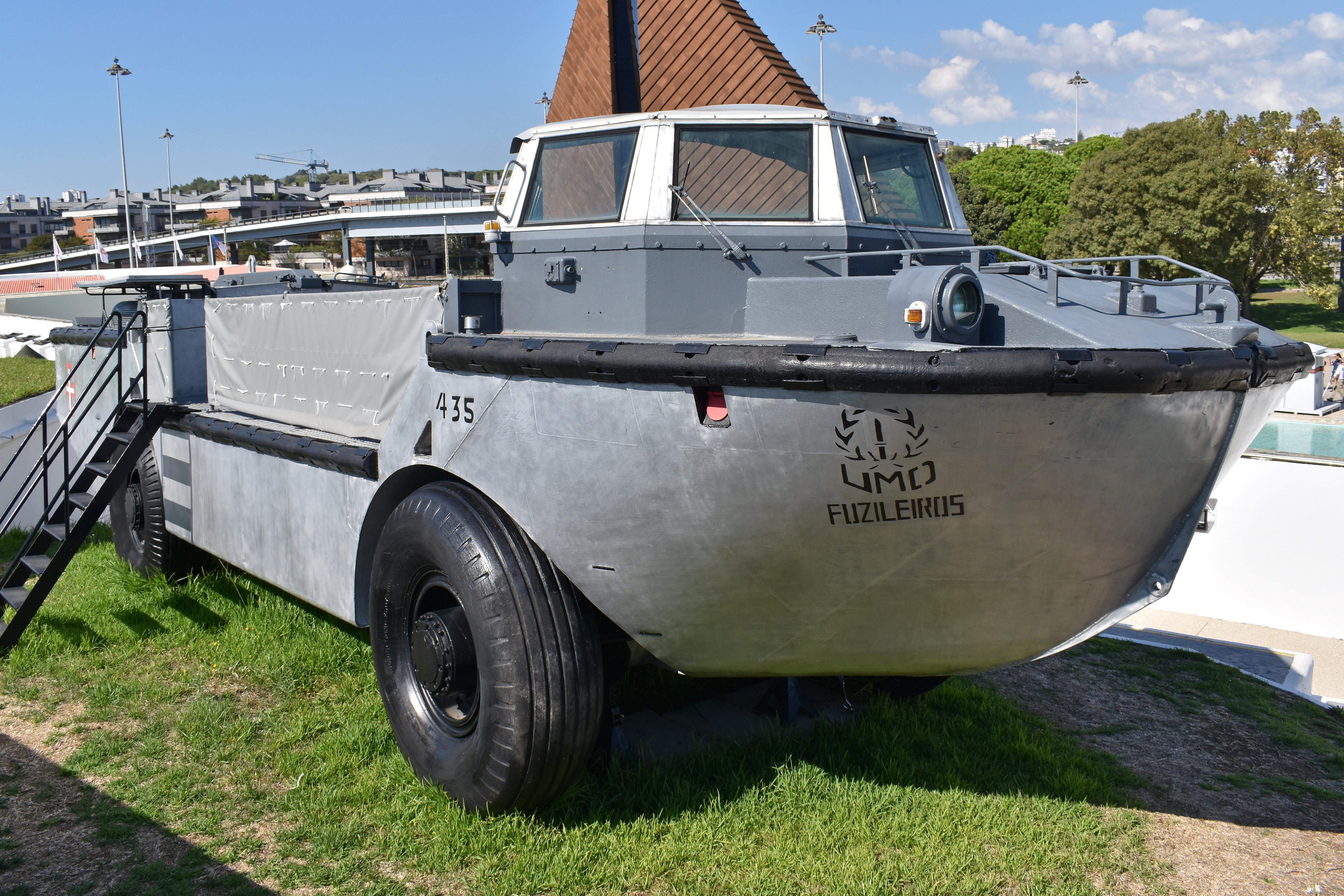
LARC-V ‘435’ im Museu do Combatente, Lissabon

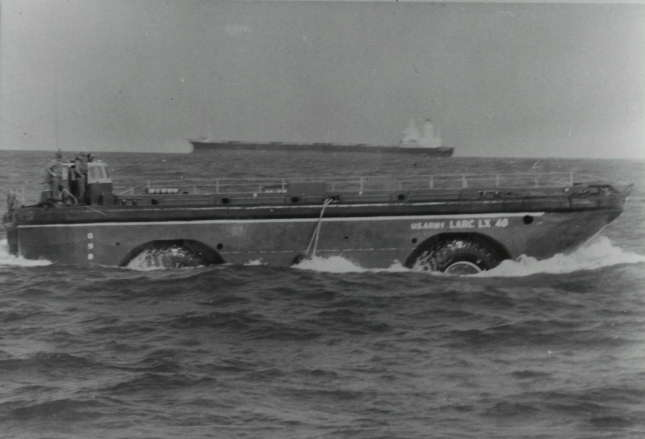
LARC LX

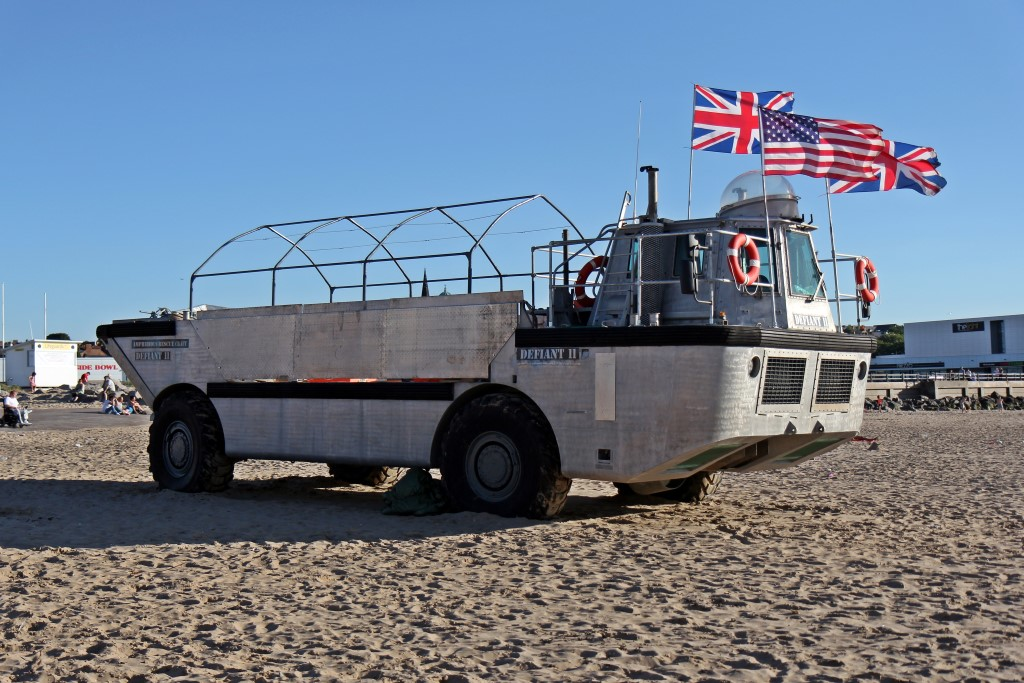
Ein britisches LARC XV

Ein Lighter Amphibious Resupply Cargo (LARC) (deutsch etwa: Amphibischer Nachschubleichter für Fracht) ist ein Amphibienfahrzeug einer in den 1950er Jahren in den USA entwickelten Fahrzeugfamilie. Sie dienen dazu, Truppen und Material von Schiffen auf See an Land zu bringen, ohne auf Hafeninfrastruktur angewiesen zu sein.
Es gab drei Typen unterschiedlicher Größe für 5, 15 und 60 t Zuladung mit den Bezeichnungen LARC V, LARC XV bzw. LARC LX. Für das LARC LX war ursprünglich die Bezeichnung BARC (Barge, Amphibious Resupply, Cargo) vorgesehen. Im Gegensatz zum Aluminiumrumpf der LARC V und XV hat der LARC LX einen Stahlrumpf.
| LARC-Daten           | LARC-V | LARC-XV | LARC-LX |
| -------------------- | ------ | ------- | ------- |
| Nutzlast (kg)        | 4536   | 13.600  | 60.000  |
| Gschw. Straße (km/h) | 45     | 40      | 25      |
| Gschw. Wasser (km/h) | 15     | 15      | 12      |
| Länge (m)            | 10,11  | 13,72   | 18,60   |
| Breite (m)           | 3,05   | 4,30    | 8,10    |
| Höhe (m)             | 3,10   | 4,17    | 5,80    |

LARCs wurden in großer Stückzahl in die United States Navy eingeführt und in andere Länder exportiert. Von den drei Typen dieser Familie erwarb die Bundesmarine 1965/1966 insgesamt 247 Stück, die inzwischen wieder verkauft wurden.

## Weblinks

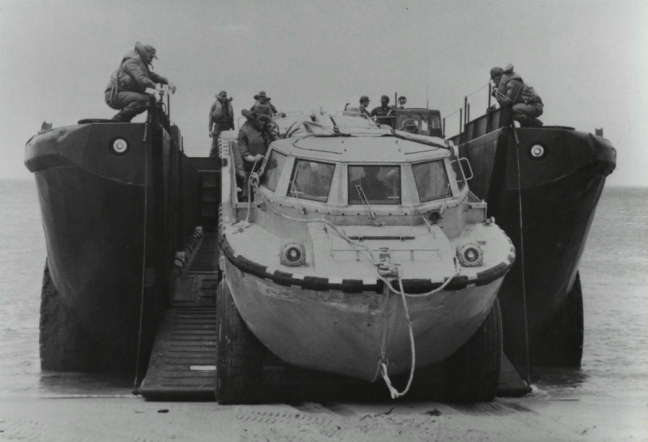
Ein LARC LX entlädt ein deutlich kleineres LARC V